# Roger Frison-Roche
Pour les articles homonymes, voir Frison-Roche.
Roger Joseph Fernand Frison-Roche, né le 10 février 1906 à Paris 8e et mort le 17 décembre 1999 à Chamonix-Mont-Blanc où il est enterré, est un guide de haute montagne, journaliste, moniteur de ski, explorateur, conférencier et écrivain français.

## Biographie
Roger Frison-Roche est issu d'une famille savoyarde originaire de Beaufort-sur-Doron qui s'est installée à Paris pour tenir une brasserie dans le 17e arrondissement. Entre 1916 et 1920, il étudie au lycée Chaptal à Paris, puis quitte l'école en troisième et travaille comme coursier dans l'agence de voyage Thomas Cook dès l'âge de quatorze ans. Durant la guerre, il effectue plusieurs séjours à Beaufort qui éveillent en lui l'amour de la montagne. En 1924, il est le secrétaire des premiers Jeux olympiques d'hiver à Chamonix. Il commence également à écrire dans le journal Le Savoyard de Paris. Entre 1926 et 1927, il effectue son service militaire à Grenoble au sein du 93e régiment d'artillerie de montagne.
Entre 1927 et 1930, il est directeur du Syndicat d'initiatives et du Comité des Sports d'hiver de Chamonix. En 1931, il devient secrétaire de l'Aéro-club de Chamonix-Mont-Blanc. En 1932, il est reporter pour la première émission radiophonique depuis le sommet du mont Blanc. Entre 1938 et 1941, il est journaliste à La Dépêche à Alger où il s'installe avec sa famille en 1938.
En 1940, après l'armistice, il retourne à Alger. En 1942, il est correspondant de guerre aux côtés des Alliés sur le front de Tunisie et est fait prisonnier par les Allemands à Pichon (Kairouan). En 1943, il est prisonnier à Naples où il passe un mois dans une cellule de condamné à mort puis est transféré par la Gestapo à la prison de Fresnes, puis à Vichy, d'où grâce à une connaissance influente il obtient des papiers pour retourner à Chamonix alors occupée par les Italiens. En 1943, les troupes allemandes arrivent dans Chamonix, Frison entre dans la clandestinité dans le Beaufortain. En 1944, il est officier de liaison auprès des FFI puis à l'état-major de la 5e demi-brigade de Chasseurs alpins. Ce passage de sa vie lui inspirera notamment Les Montagnards de la nuit (1968). Il retourne en Algérie à la fin de la guerre.
En 1955, il s'installe à Nice où il effectue des reportages pour Nice-Matin. En 1960, il s'installe à Chamonix où il construit un chalet qu'il baptise Derborence. Roger Frison-Roche meurt le 17 décembre 1999 à Chamonix où il est enterré.

### L'alpiniste

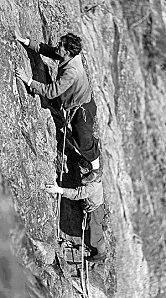
Frison-Roche dans la falaise des Gaillands à Chamonix en 1935.

En 1923, à 17 ans, il s'installe à Chamonix. Dès son arrivée, il est très vite connu des Chamoniards qui le surnomment « Grand Sifflet » ou « Frison ». Il devient secrétaire du syndicat d'initiative et du Comité Olympique et effectue ses premières courses avec Daniel Souverain, connaissance parisienne de son quartier, qui tenait un des premiers magasins de sport de montagne dès 1920 rue des Plantes. C'est pendant cette période qu'il effectue plusieurs ascensions comme l'aiguille du Grépon ou l'aiguille du Moine et pratique intensément tous les sports d'hiver : ski, saut, bobsleigh, luge, Ski joëring… et d'été : équitation, natation. Le 1er septembre 1925 Joseph Ravanel, dit « le Rouge », le choisit comme porteur pour l'ascension du mont Blanc. En 1928, il effectue la première hivernale de l'aiguille de Bionnassay avec Armand Charlet. Cette même année, à la demande d'Alfred Couttet, fondateur de l'école d'escalade des Gaillands, il aide celui-ci à nettoyer et aménager cette paroi.
En 1930, il réalise enfin son rêve en étant admis à la Compagnie des guides de Chamonix. Il est notamment le premier non Chamoniard à y être admis, malgré quelque difficulté à se faire « admettre » dans ce milieu très fermé des guides chamoniards. En 1933 il devient moniteur de ski (no 1 de la première promotion de moniteurs diplômés de la FFS) et un an plus tard, correspondant local pour Le Petit Dauphinois, enquêtant notamment sur l'affaire Stavisky en 1934 et localisant la vallée où s'est réfugié l'escroc. En 1965, il participe à la fondation de l'Union internationale des associations de guides de montagne (UIAGM) et devient le président du comité provisoire jusqu'en 1969, date à laquelle il passe membre d'honneur.

### L'explorateur

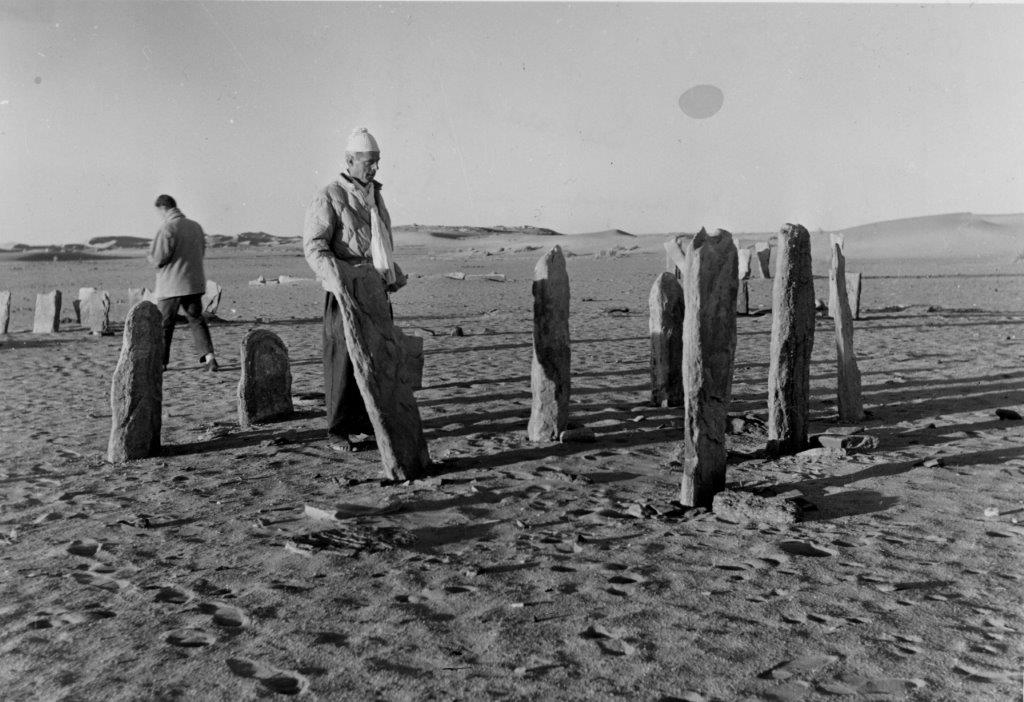
Frison-Roche au Sahara vers 1950.

En 1932, il prend en gérance à Chamonix la brasserie de la Poste mais, lui étant pris par ses explorations, elle est tenue par sa femme.
En 1935, il réalise sa première expédition au Sahara avec le capitaine Raymond Coche, où il est guide de l'expédition alpine française au Hoggar. L'expédition effectue la première ascension de la Garet El Djenoun (la Montagne des génies). En 1937, il traverse à dos de chameau le Grand Erg Occidental avec Albert Plossu. En 1950, il fait mille kilomètres à dos de chameau au Sahara avec Georges Tairraz. Après son film Le Grand Désert, il commence sa carrière de conférencier qui va durer 15 ans. En 1955, il entreprend la traversée du désert en 2 CV, d'Alger à Niamey. En 1956, il fait son premier voyage vers le Grand Nord, en Laponie avec Jacques Arthaud pour le tournage du film Ces hommes de 30 000 ans. Entre 1966 et 1969, il entreprend plusieurs expéditions dans le Grand Nord canadien ainsi qu'en Amérique du Nord.

### L'écrivain

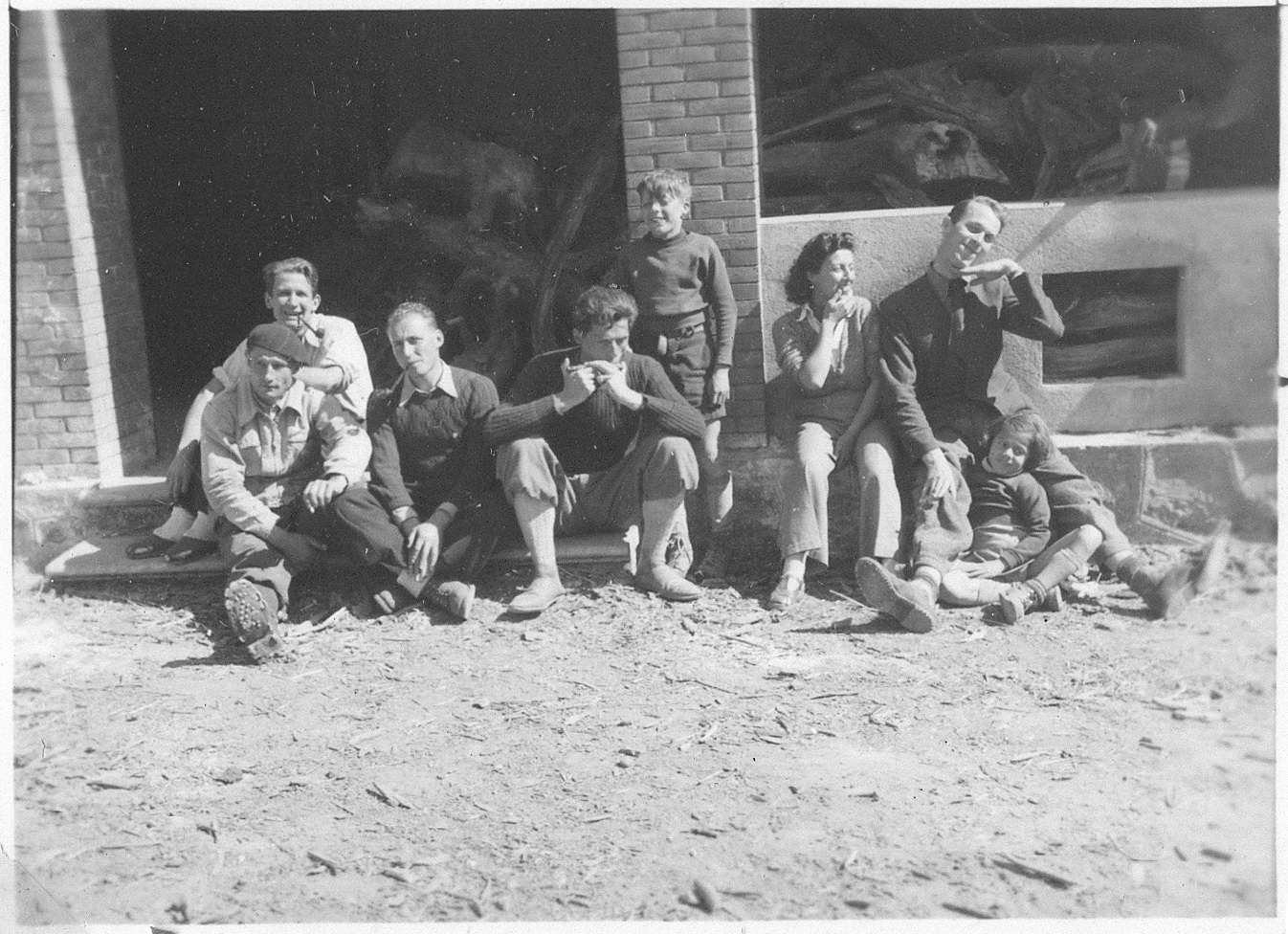
La famille, sur la droite, en 1942.

Il publie son premier livre en 1936 : L'Appel du Hoggar, paru chez Flammarion. Entre janvier et février 1941 paraît Premier de cordée sous forme de feuilleton dans La Dépêche algérienne. Il envoie le manuscrit à l'éditeur grenoblois Arthaud en septembre 1941. C'est en 1943 qu'est réalisé le film Premier de cordée.
En 1948, il publie le second de ses deux romans les plus populaires: La Grande Crevasse. En 1981, il publie son autobiographie : Le Versant du soleil.
Il est élu en 1974 à l'Académie des sciences, belles-lettres et arts de Savoie, avec pour titre académique Titulaire.

### Vie privée
C'est en 1928 que Frison-Roche rencontre Marguerite Landot (1908-1994) avec qui il aura trois enfants, Jean (1931-1954), pilote de chasse, Danielle (1933-1986) et Martine (née en 1940).

## Œuvres
- L'Appel du Hoggar, récit, Flammarion, 1937
- En skis et à chameau à travers le Grand Erg Oriental, 1937
- Kabylie 39, 1939
- Sur la piste d'empire, 1941
- Premier de cordée, roman, Arthaud, 1942
- La Grande Crevasse, 1948
- Le Grand Désert, 1950
- La Piste oubliée, 1950
- L'Égypte et nous, 1951
- La Montagne aux écritures, 1952
- Sur les traces de Premier de cordée, 1952
- Le Rendez-vous d'Essendilène, 1954
- Retour à la montagne, 1957
- L'aiguille du Midi, la Vallée Blanche, 1958
- Mont-Blanc aux sept vallées, 1959
- Garet el Djenoun, 1960
- Mission Ténéré, 1960
- Sahara de l'Aventure, 1961
- Le Rapt, 1962
- Les Montagnes de la terre, 1964
- La Dernière Migration, 1965
- Images de Savoie, 1965
- Carnets sahariens, 1965
- Peuples Chasseurs de l'Arctique, 1966
- Les Montagnards de la nuit, 1968
- Nahanni, 1969
- La Peau de bison, 1970
- La Vanoise, 1972
- La Vallée sans homme, 1973
- 50 ans en montagne, 1974
- Les Seigneurs de la faune canadienne, 1975
- 50 ans de Sahara, 1976
- Djebel Amour, roman, Arthaud, 1978  (ISBN 978-2-08126-035-1)
- Le Versant du soleil, 1981
- L'Esclave de Dieu, roman, Flammarion, 1985  (ISBN 978-2-08064-811-2)
- Reportages africains, 2010 (posthume)

## Dans la culture
- Roger Frison-Roche est évoqué dans le 323e des 480 souvenirs cités par Georges Perec dans Je me souviens.

### Récompenses et distinctions
- Le collège de La Broque, dans le Bas-Rhin, ouvert en 1969, porte son nom.

### Prix
- Roger Frison-Roche est lauréat du prix Jean Walter de l'Académie française en 1971

### Décorations
- Commandeur de la Légion d'honneur (15 août 1992).